# Mejor Técnica Disponible
Mejor Técnica Disponible (MTD) es un concepto productivo definido en la legislación medioambiental europea por la Directiva de Prevención y Control Integrado de la Contaminación (IPPC)

## Definición
Una Mejor Técnica Disponible (MTD) es la fase más eficaz y avanzada de desarrollo de las actividades y de sus modalidades de explotación, que demuestren la capacidad práctica de determinadas técnicas para constituir, en principio, la base de los valores límite de emisión destinados a evitar o, cuando ello no sea practicable, reducir en general las emisiones y el impacto en el conjunto del medio ambiente.
Se entenderá por:
- Técnica: la tecnología utilizada junto con la forma en que la instalación esté diseñada, construida, mantenida, explotada y paralizada.
- Disponible: Las técnicas desarrolladas a una escala que permita su aplicación en el contexto del sector industrial correspondiente, en condiciones económica y técnicamente viables, tomando en consideración los costes y los beneficios, tanto si las técnicas se utilizan o producen en el Estado miembro correspondiente como si no, siempre que el titular pueda tener acceso a ellas en condiciones razonables
- Mejores: las técnicas más eficaces para alcanzar un alto nivel general de protección del medio ambiente en su conjunto.